# Robert Heger
Robert Heger (Strasburgo, 19 agosto 1886 – Monaco di Baviera, 14 gennaio 1978) è stato un direttore d'orchestra e compositore tedesco.

## Biografia
Studiò al conservatorio di Strasburgo con Franz Stockhausen, a Zurigo con Lothar Kempter e poi a Monaco di Baviera con Max von Schillings. Dopo un breve periodo di lavoro a Strasburgo debuttò a Ulma nel 1908 o 1909. Diresse poi a Barmen (1909), alla Volksoper di Vienna (1911) e a Norimberga (1913), anche concerti sinfonici. Si trasferì quindi a Monaco e poi a Berlino (1933-1950), ritornando definitivamente a Monaco.
Nel 1932 diresse l'Orchestra Sinfonica di Vienna e il pianista Paul Wittgenstein nella prima mondiale del Concerto per pianoforte per la mano sinistra di Maurice Ravel dopo che Arturo Toscanini aveva declinato l'invito, da parte dell'autore, a dirigere la prima.
Nel 1937 aderì al Partito nazista.
Heger diresse alla Royal Opera House, Covent Garden, dal 1925 al 1935, e poi con la sua orchestra di Monaco nel 1953, quando eseguì la prima a Londra dell'opera Capriccio di Richard Strauss. Morì a Monaco di Baviera.

## Composizioni parziali
Heger compose quattro opere:
- Ein Fest auf Hederslev (Un festival à Haverslev) (opera in tra atti, prima a Norimberga 12 novembre 1919)
- Der Betlernamenlos (prima a Monaco di Baviera, 8 aprile 1932)
- Der verlorene Sohn (prima a Dresda, 11 marzo 1936)
- Lady Hamilton (prima a Norimberga, 11 febbraio 1951)

Altri pezzi: 
- 3 sinfonie di cui
  - Sinfonia in Re minore
- Concerto per violino in Re maggiore op. 16
- Concerto per violoncello
- La Juive de Worms (melodramma)
- Trio per pianoforte, op 14
- Chansons
- Hero et Léandre (dramma sinfonico per orchestra completa) op. 12
- Chant de paix (opera corale per soli, coro, orchestra e organo)
- The Jewess of Worms (melodramma)

## Onorificenze
- 1959: Ordine al merito bavarese
- 1961: cittadino onorario di Monaco di Baviera
- 1961: membro dell'Accademia d'arte di Baviera
- 1967: medaglia austriaca di prima classe per le scienze e le arti[1]